# Tolga (Biskra)
Tolga (în arabă طولقة) este o comună situată în partea de vest a Algeriei, din provincia Biskra. 
Populația comunei este de 55.809 locuitori (2008). Ca urmare a reformei administrative algeriene din 1984, comuna Tolga are în subordine 5 localități: Tolga (reședința), Farfar, Mazouchia, Selga, Megsem și Bir-Labreche.